# Сан-Мігель-де-Тукуман
```

```

Сан-Міге́ль-де-Тукума́н (ісп. San Miguel de Tucumán), зазвичай скорочують до Тукуман (ісп. Tucumán) — столиця провінції Тукуман і найбільше місто північної Аргентини з населенням 548 тис. мешканців (2010) та населенням агломерації 794 тис., що робить її п'ятою за населенням в країні.

## Історія

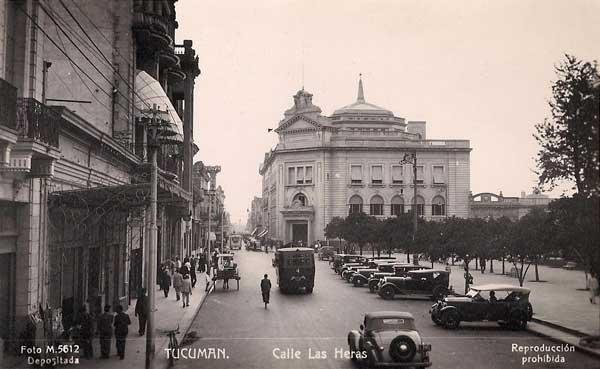
Стара фотографія Тукумана

Місто під іменем Іватін (ісп. Ibatín) було засноване в 1565 році Дієго де Віярроелем, який подорожував на південь з Перу, та було переміщено на сучасне місце в 1685 році.
1687 року покровителькою Тукумана було названо Діву Ла Мерсед.
24 вересня 1812 року біля міста Тукуман відбулася битва, перемога у якій військ Мануеля Белграно стала вирішальною у боротьбі за незалежність Аргентини. Того ж дня у місцевій церкві Діва Марія Ла Мерсед була названа покровителькою аргентинського війська.
9 липня 1816 року у Тукумані зібрався Конгрес, який проголосив Декларацію незалежності Аргентини від Іспанії й інших держав. З цієї дати починається відлік існування сучасної Аргентини.
1870 року до Тукумана була проведена залізниця.
Наприкінці XIX ст. до міста почали масово прибувати іммігранти з Іспанії, Італії, арабських країн, євреїв, завдяки чому на зміну колоніальна архітектура міста прийшли будівлі у стилі неокласицизму і еклектики.
У 1900-х роках у місті було розбито перший великий парк площею 400 га. 18 травня 1912 року у Тукумані було відкрито театр. До 1930 року населення Тукумана зросло у 2,5 рази. За наступні сорок років населення міста знову подвоїлося.
2000 року уряд Аргентини надав Тукуману статус історичного міста через його значну роль в історії країни.

## Клімат
Клімат міста субтропічний. Зими м'які. Снігопади нечасті — за всю історію від заснування міста сніг випадав лише тричі: 1920 року, 9 липня 2007 року і в липні 2010 року. Літа жаркі, але через висоту (місто знаходиться біля підніжжя Пампінських гір), річки Дульсе і часті вітри з Патагонії температури досить помірні. Весна і осінь теплі з середньою температурою 25 Cº і переважаючими вітрами з півдня.
Найбільше дощів буває влітку. Середня річна кількість опадів 800—1000 мм. Абсолютний максимум температур за період спостереження з 1961 по 1990 роки 42,1 °C, абсолютний мінімум −3 °C.
| Клімат Тукумана (1981—1990)                                                                                  | Клімат Тукумана (1981—1990) | Клімат Тукумана (1981—1990) | Клімат Тукумана (1981—1990) | Клімат Тукумана (1981—1990) | Клімат Тукумана (1981—1990) | Клімат Тукумана (1981—1990) | Клімат Тукумана (1981—1990) | Клімат Тукумана (1981—1990) | Клімат Тукумана (1981—1990) | Клімат Тукумана (1981—1990) | Клімат Тукумана (1981—1990) | Клімат Тукумана (1981—1990) | Клімат Тукумана (1981—1990) |
| Показник | Січ.                        | Лют.                        | Бер.                        | Квіт.                       | Трав.                       | Черв.                       | Лип.                        | Серп.                       | Вер.                        | Жовт.                       | Лист.                       | Груд.                       | Рік                         |
| Абсолютний максимум, °C                                                                                      | 41,5                        | 41,0                        | 39,0                        | 35,6                        | 32,9                        | 29,5                        | 39,3                        | 39,2                        | 41,8                        | 45,0                        | 44,8                        | 43,7                        | 45,0                        |
| Середній максимум, °C                                                                                        | 31,3                        | 30,2                        | 27,7                        | 24,4                        | 21,2                        | 18,2                        | 19,1                        | 22,5                        | 24,5                        | 29,0                        | 29,6                        | 30,6                        | 25,7                        |
| Середня температура, °C                                                                                      | 25,3                        | 24,2                        | 22,2                        | 19,1                        | 15,5                        | 12,2                        | 12,1                        | 14,7                        | 17,1                        | 21,6                        | 23,2                        | 24,9                        | 19,3                        |
| Середній мінімум, °C                                                                                         | 20,2                        | 19,2                        | 18,0                        | 15,1                        | 11,0                        | 7,6                         | 6,8                         | 8,6                         | 10,6                        | 15,1                        | 17,5                        | 19,4                        | 14,1                        |
| Абсолютний мінімум, °C                                                                                       | 11,3                        | 10,1                        | 9,2                         | 3,9                         | 0,2                         | −1,4                        | −2,5                        | −2,5                        | −0,4                        | 2,5                         | 6,0                         | 10,8                        | −2,5                        |
| Середня кількість сонячних годин на місяць                                                                   | 229,4                       | 183,6                       | 186,0                       | 162,0                       | 167,4                       | 156,0                       | 195,3                       | 235,6                       | 192,0                       | 201,5                       | 216,0                       | 232,5                       | 2357,3                      |
| Норма опадів, мм                                                                                             | 196.2                       | 158.1                       | 161.0                       | 67.2                        | 14.7                        | 14.0                        | 11.4                        | 12.4                        | 13.3                        | 47.8                        | 69.8                        | 200.4                       | 966.3                       |
| Днів з опадами                                                                                               | 15                          | 12                          | 14                          | 10                          | 6                           | 5                           | 4                           | 3                           | 4                           | 6                           | 12                          | 12                          | 103                         |
| Вологість повітря, %                                                                                         | 75                          | 77                          | 83                          | 84                          | 81                          | 80                          | 74                          | 66                          | 63                          | 62                          | 70                          | 73                          | 74                          |
| --- | --------------------------- | --------------------------- | --------------------------- | --------------------------- | --------------------------- | --------------------------- | --------------------------- | --------------------------- | --------------------------- | --------------------------- | --------------------------- | --------------------------- | --------------------------- |
| Джерело: Servicio Meteorológico Nacional, Oficina de Riesgo Agropecuario (record highs and lows), UNLP (sun) |                             |                             |                             |                             |                             |                             |                             |                             |                             |                             |                             |                             |                             |

## Освіта
У Тукумані знаходиться велика кількість навчальних закладів усіх рівнів. Серед вишів міста:
- Національний університет Тукумана (ісп. Universidad Nacional de Tucumán) — четвертий найстаріший університет Аргентини (заснований 1914 року) і один із найпрестижніших. Налічує 60 514 студентів, 13 факультетів і 9 коледжів. У цьому університеті навчались: архітектор Сезар Пеллі і президент Гватемали Хуан Хосе Аревало.
- Регіональне відділення державного Національного технологічного університету
- Університет Святого Павла (ісп. Universidad de San Pablo)
- Північний університет Томи Аквінського (ісп. Universidad del Norte Santo Tomás de Aquino) — приватний релігійний заклад

## Транспорт
Місто має такі шляхи сполучення:

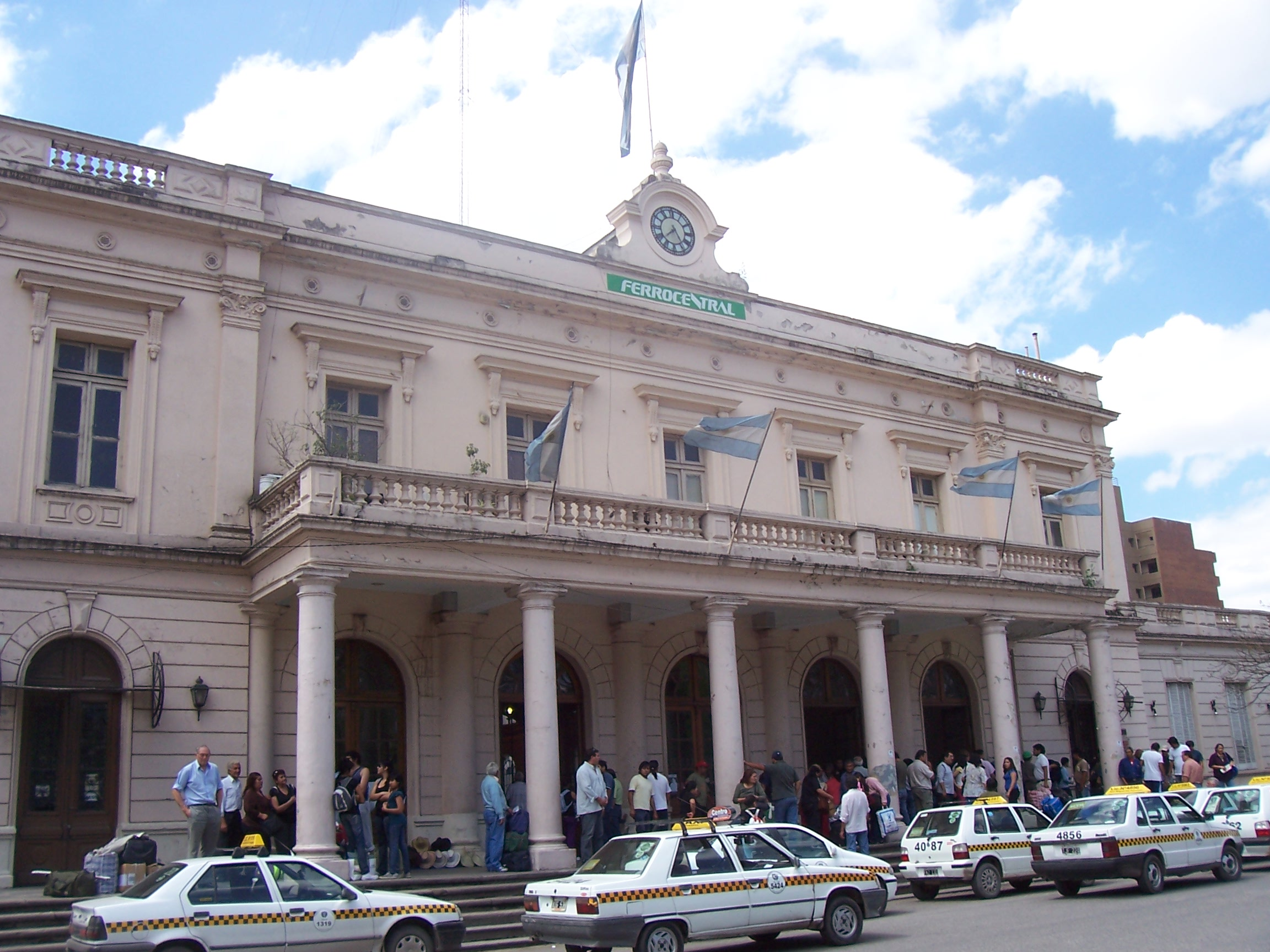
Залізничний вокзал

- міжнародний аеропорт Бенхамін Матьєнсо
- залізниця Бартоломе Мітре
- автошляхи

Міський транспорт представлений автобусами і таксі.

## Туризм

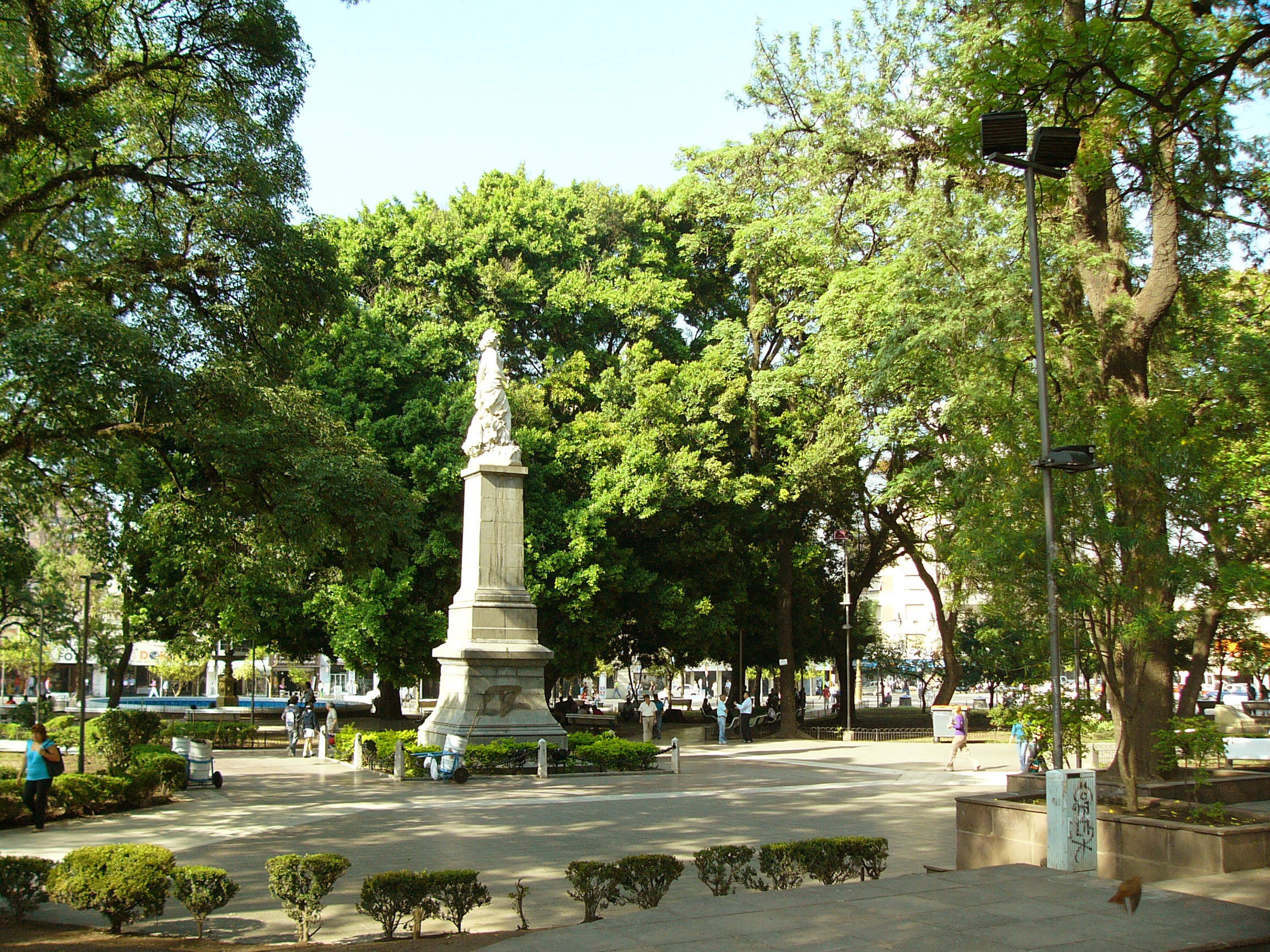
Площа Незалежності

Місто має довгу історію та визначну архітектуру, завдяки чому щороку приваблює багато туристів.
Однією з найвпізнаваніших архітектурних пам'яток міста Будинок Уряду, збудований наприкінці XIX ст. у стилі модернізм.
У центрі міста знаходиться багато релігійних споруд, зокрема:
- Кафедральний собор — будівля XIX ст. у колоніальному стилі
- Церква Святого Франциска
- Церква Сан-Роке
- Базиліка Святого Причастя (ісп. Basílica del Santisimo Sacramento)
- Базиліка Богоматері Ла Мерсед (ісп. Basílica de Nuestra Señora de La Merced)
- Церква Діви Марії Лурдес (ісп. Iglesia Nuestra Señora de Lourdes) у неоготичному стилі.

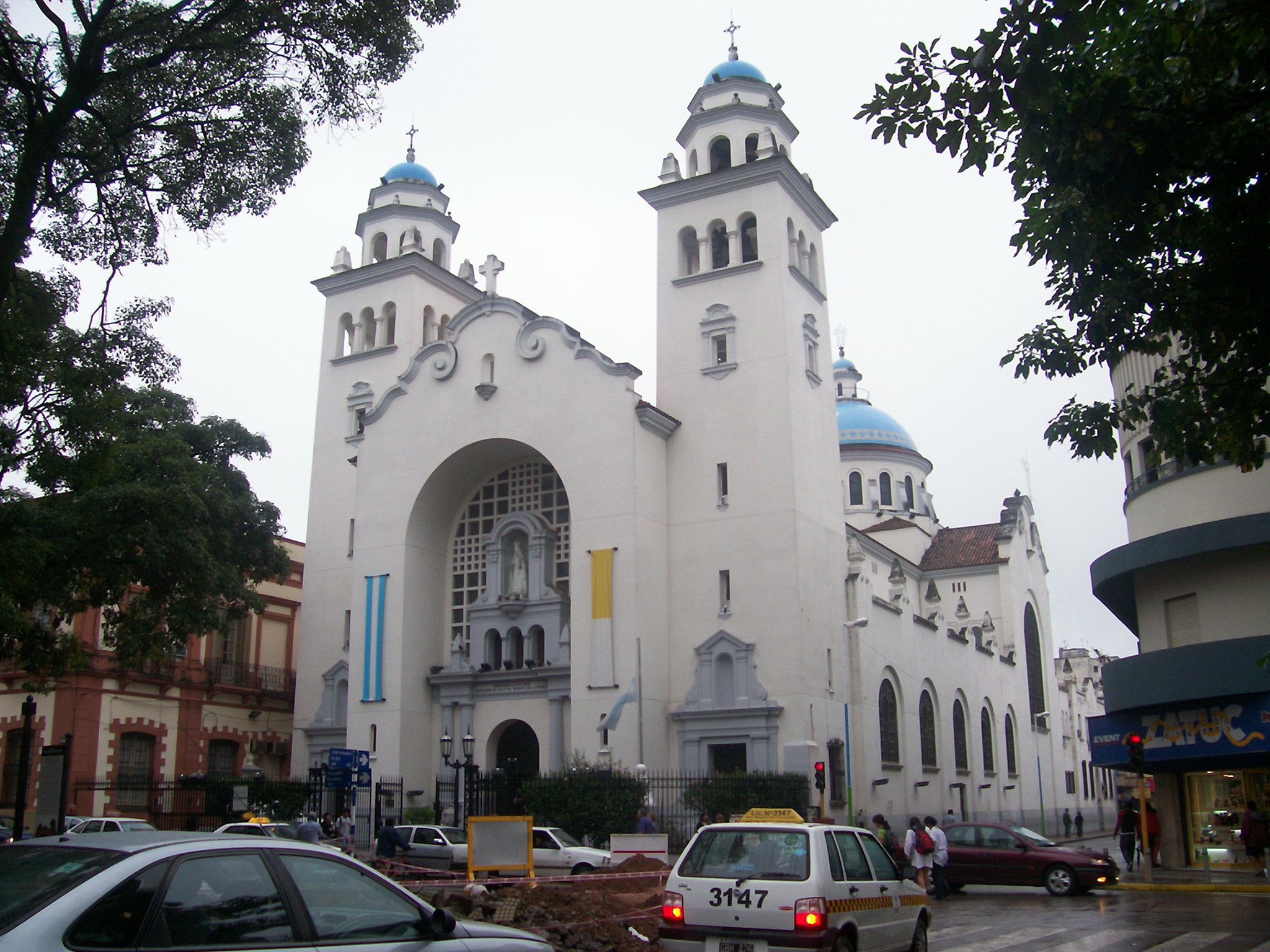
Церква Діви Ла Мерсед
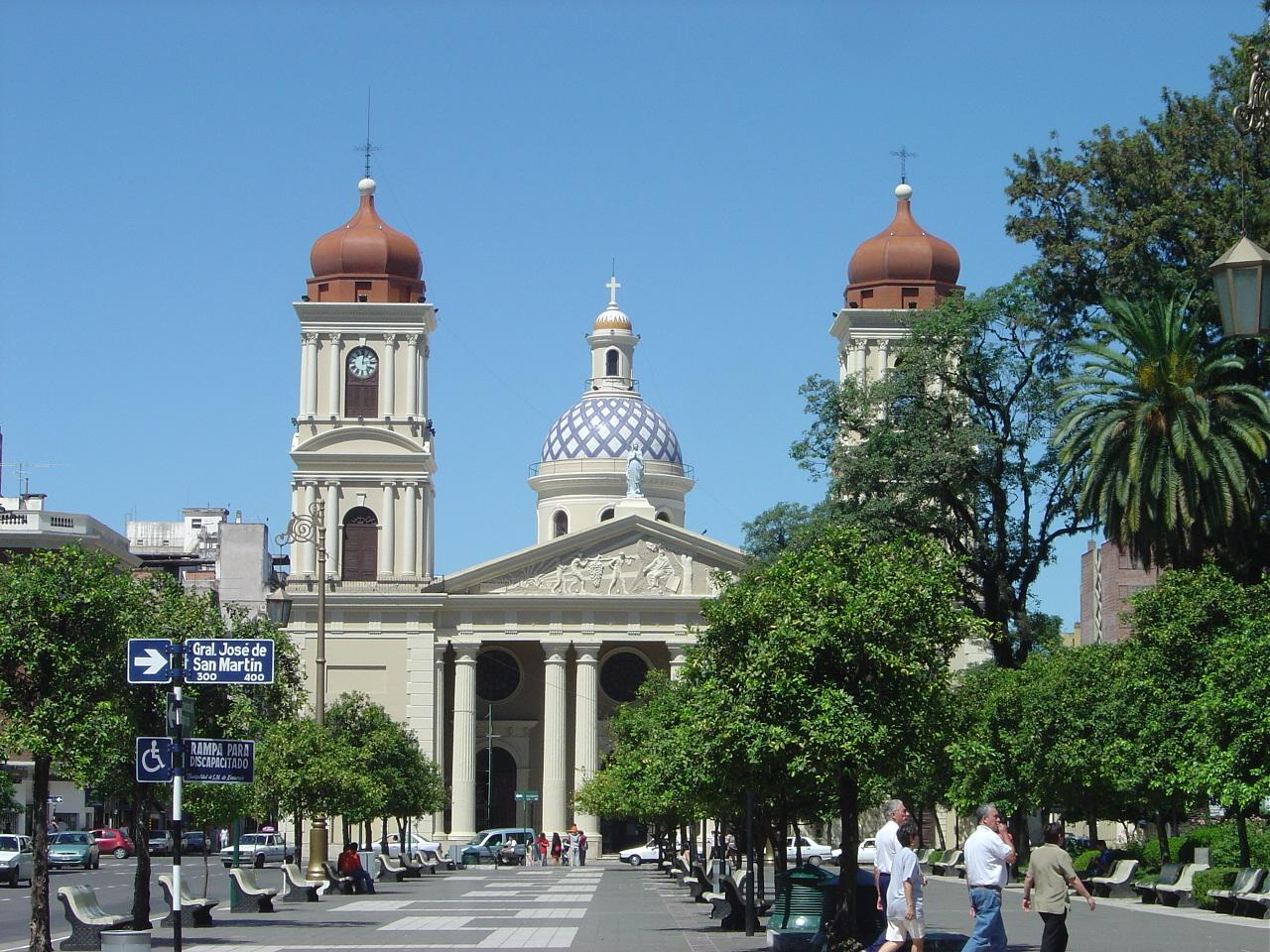
Кафедральний собор
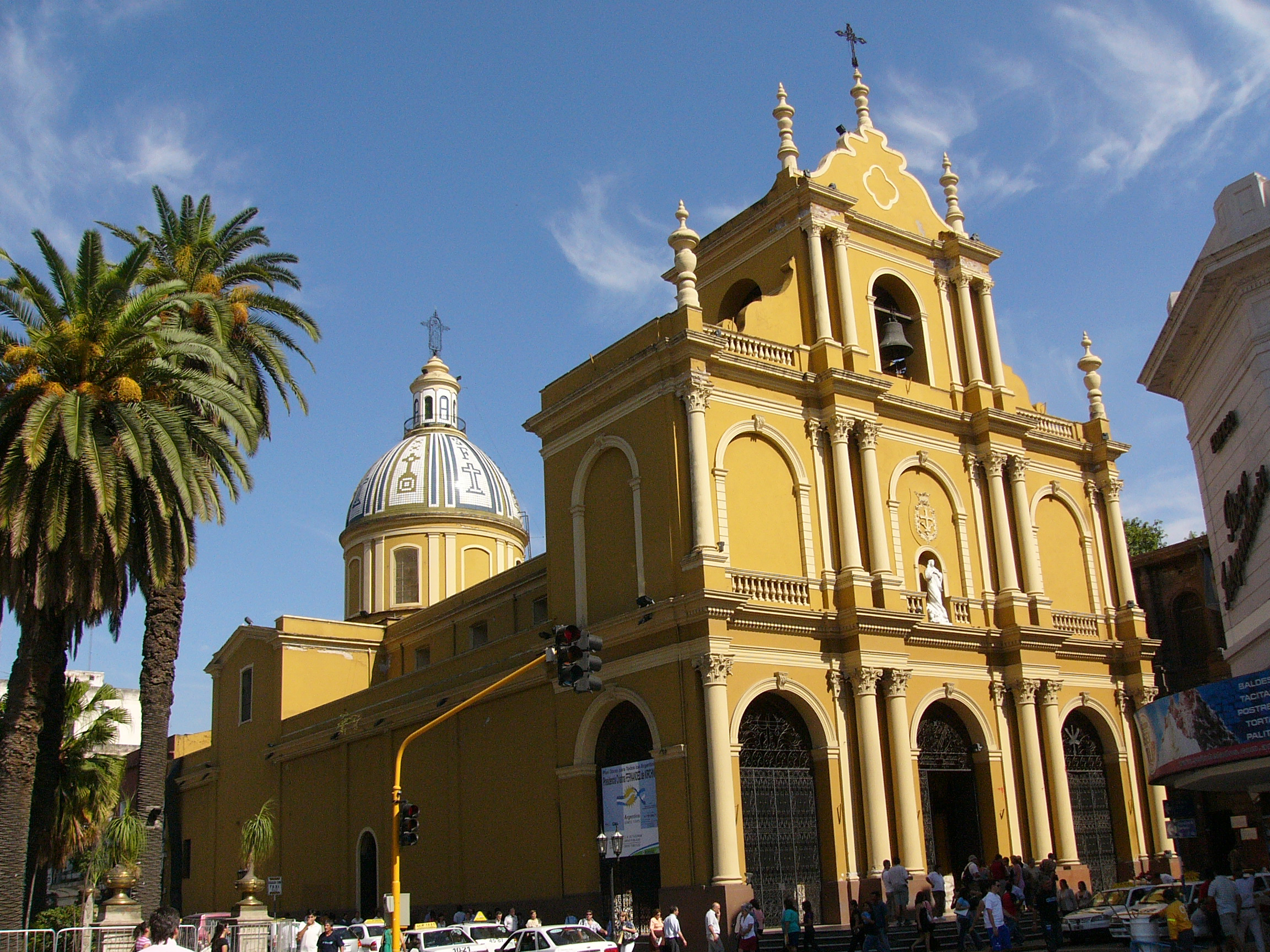
Церква Св. Франциска

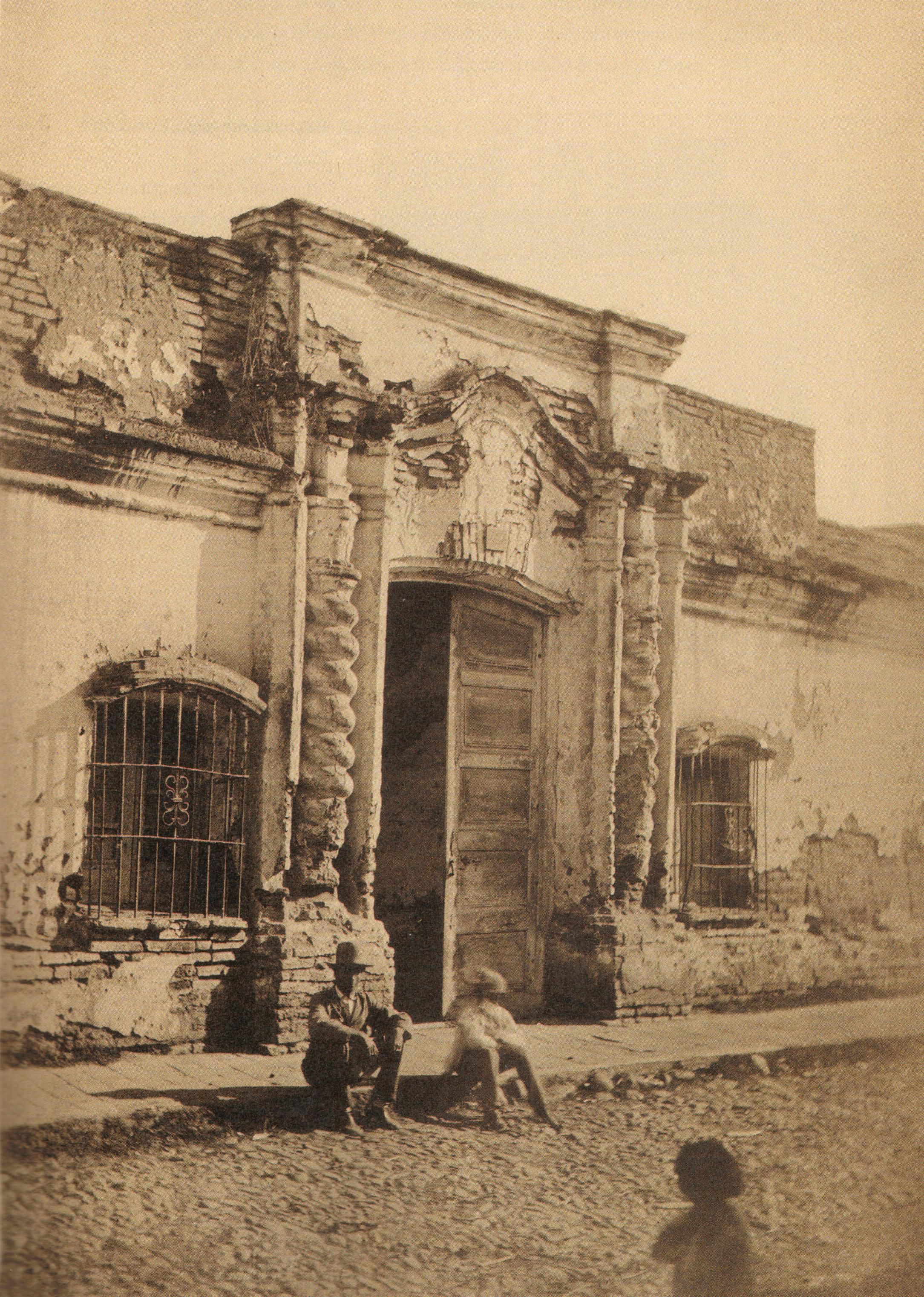
Будинок Незалежності у 1868

Історичною пам'яткою є Будинок Незалежності (ісп. Casa de la Independencia), де було проголошено незалежність Аргентини 9 липня 1816. Іншими історичними місцями є будинок, де народився Ніколас Авельянеда, поле битви при Тукумані та багато інших.
У Тукумані знаходиться кілька театрів і кінотеатрів, найвідомішим серед яких є Театр Сан-Мартін — будівля кінця XIX ст. у стилі неокласицизму.
У місті знаходяться такі музеї:
- Археологічний музей
- Будинок культури «Скульптура Лоли Мора»
- Провінційний музей Образотворчих мистецтв Тімотео Наварро
- Музей Фольклору[10]
- Музей релігійного мистецтва[11]
- Муніципальний музей Хуан Карлос Ірамайн (ісп. Museo Municipal Juan Carlos Iramain)

Серед парків міста слід відзначити Парк 9 липня, розташований на сході Тукумана, площею 400 га. Парк виконано у французькому стилі і прикрашено копіями класичних скульптур Belle Époque.

## Уродженці

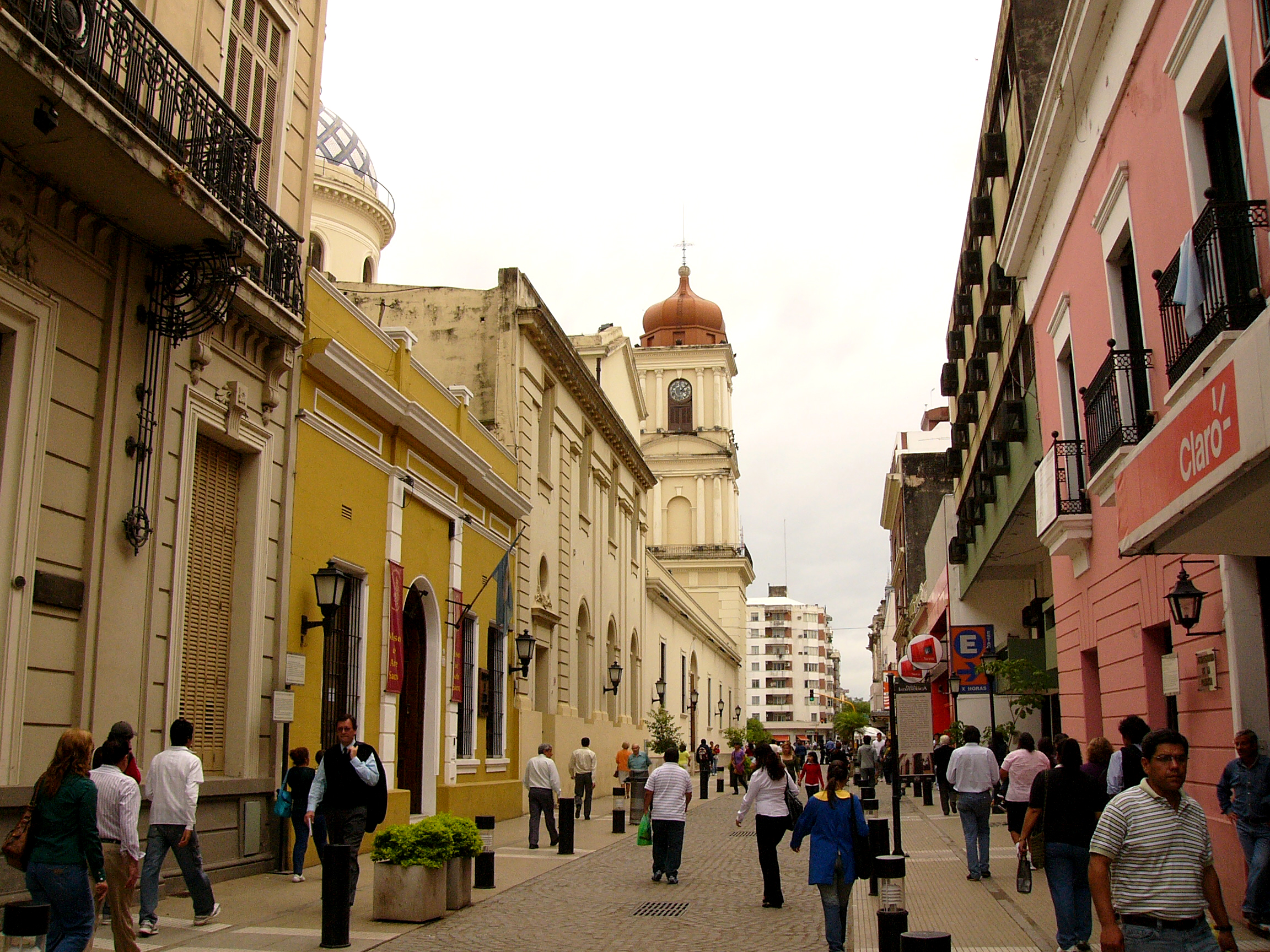
Вулиця Тукумана

- Ніколас Авельянеда (1837—1885) — президент Аргентини у 1874—1880 роках.
- Хуан Баутиста Альберді (1810—1884) — автор Конституції Аргентини.
- Марга Лопес (1924—2005) — мексиканська акторка.
- Томас Елой Мартінес (1934—2010)  — аргентинський письменник, журналіст і сценарист.
- Луїс Моліна (* 1959) — колишній аргентинський регбіст.
- Лола Мора (1866—1936) — відома аргентинська скульпторка.
- Сезар Пеллі (1926—2019) — аргентинський архітектор.
- Хуліо Рока (1843—1914) — президент Аргентини у 1898—1904 роках.
- Мерседес Соса (1935—2009) — аргентинська співачка.

## Міста-побратими
- Німеччина, Ерфурт
- Німеччина, Леверкузен
- Австралія, Клагенфурт
- Румунія, Алба-Юлія
- Україна, Чернівці
- Сербія, Кікінда
- Франція, Сент-Етьєн
- Угорщина, Дєр
- Велика Британія, Ковентрі, з 1955
- Україна, Луганськ, з 1959
- Канада, Гранбі (Квебек), з 1960
- Німеччина, Вупперталь, з 1960
- Канада, Віндзор (Онтаріо), з 1963
- Німеччина, Гельтендорф, з 1966
- Мадагаскар, Туамасіна, з 1967
- Ізраїль, Назарет-Ілліт, з 1974
- Алжир, Аннаба, з 1981
- КНР, Сюйчжоу, з 1984
- США, Де-Мойн, з 1984
- Греція, Патри, з 1990
- Туніс, Бен-Ароус, з 1994
- Польща, Катовиці, з 1994
- Португалія, Оейраш, з 1995
- Швеція, Бурленге, з 4 березня 2009.
- Колумбія, Сан-Хуан-де-Пасто, з 2010